# Wizz Air Bulgaria
Wizz Air Bulgaria era la divisione bulgara di Wizz Air che è stata creata per effettuare voli interni in Bulgaria nel 2008.
Dal 2011 è stata integrata nella compagnia madre ungherese.

## Flotta
Al momento della chiusura nel marzo 2011, la flotta di Wizz Air Bulgaria era così composta: